# Alice Verden

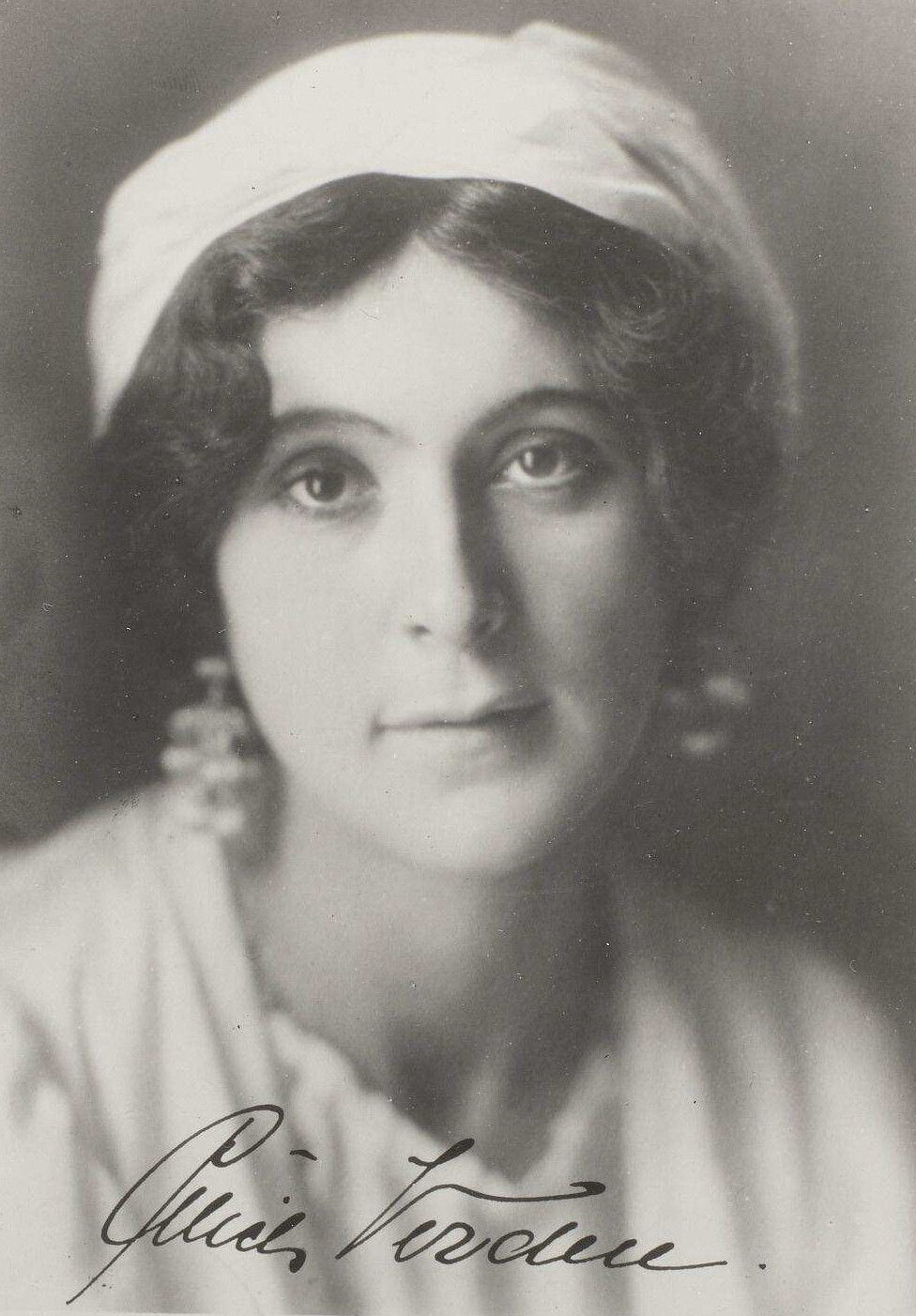
Alice Verden (1916)

Alice Verden (* 20. Januar 1885 in Breslau als Alice Brandes; † 31. Dezember 1956 in Bad Tölz; vereinzelt auch Alice Brandes-Verden oder Alice Verden-Herklotz) war eine deutsche Schauspielerin und Hörspielsprecherin.

## Leben

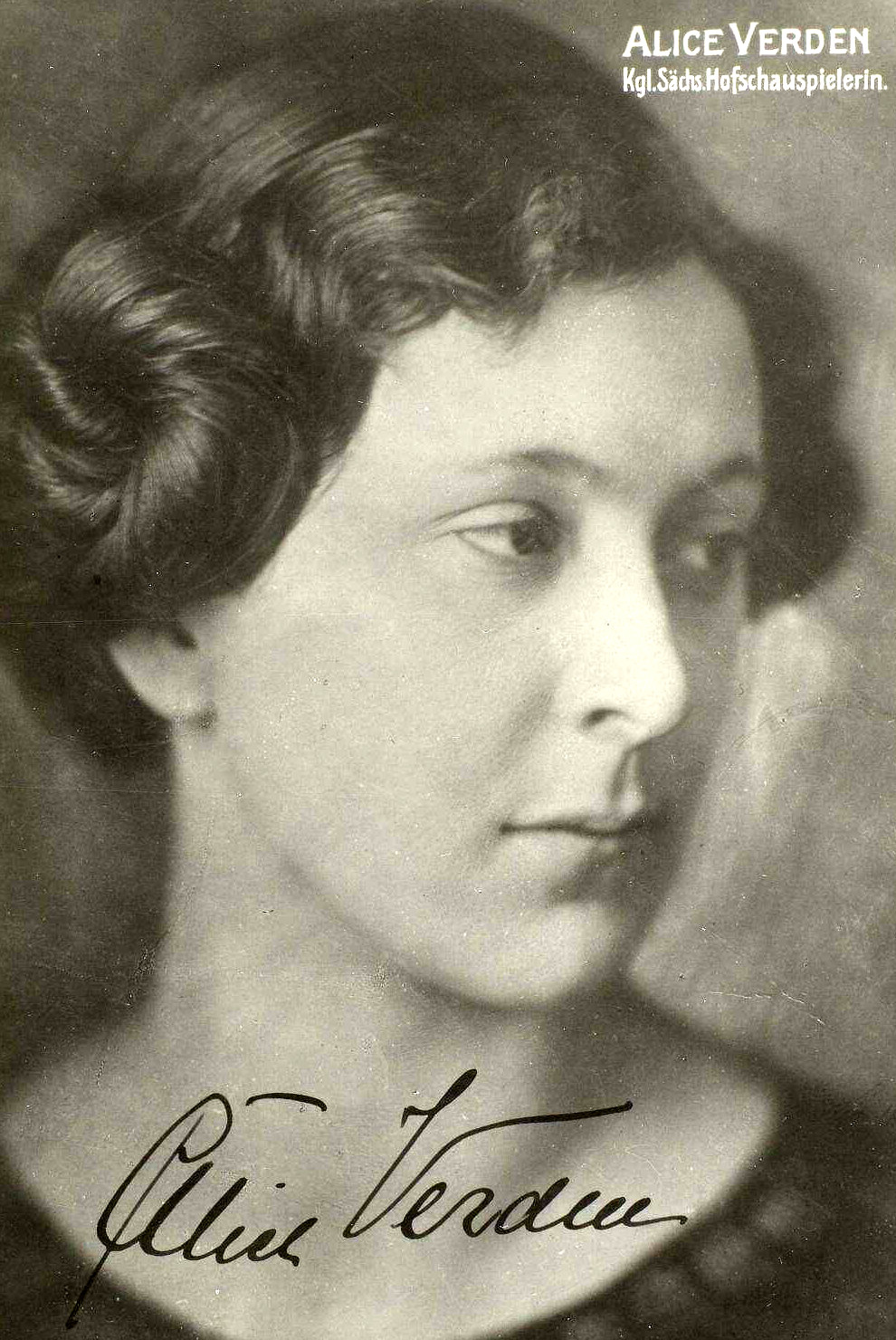
Alice Verden (1911/1912) Hofschauspielerin in Dresden

Alice Verden wurde als Tochter des Opernsängers und Intendanten Georg Brandes geboren. Sie debütierte 1902 am Stadttheater in Hanau. Es folgte von 1904 bis 1906 ein Engagement nach Köln. Im Jahr 1906 wurde sie Ensemblemitglied am Staatstheater Dresden. Hier avancierte sie kurze Zeit später zur Königlich Sächsischen Hofschauspielerin. Nach Zerstörung ihrer Wohnung Anfang des Jahres 1945 durch Luftangriffe musste Alice Verden Dresden verlassen. Damit endete auch die fast vierzigjährige Tätigkeit am Staatstheater Dresden. In den Nachkriegsjahren spielte sie zunächst am Bayerischen Staatsschauspiel in München. Gastspiele führten sie im weiteren Verlauf nach Stuttgart, Basel, Luzern, Bern, Baden-Baden und ans Staatstheater in Wiesbaden.
Alice Verden begann ihre Filmlaufbahn im Jahr 1921 an der Seite von Erich Ponto mit einer Hauptrolle in dem Stummfilm Der Geiger von Meißen von Ferdinand Robert. Ab 1947 wirkte sie in einigen weiteren Filmproduktionen mit. Darunter befanden sich Zwischen gestern und morgen von Harald Braun mit Viktor de Kowa, Winnie Markus und Viktor Staal und 1949 die Adaption von Wolfgang Borcherts Bühnenstück Draußen vor der Tür mit dem Titel Liebe 47 von Wolfgang Liebeneiner mit Dieter Horn, Hilde Krahl und Karl John.
Sie war zudem auch als Hörspielsprecherin tätig, vielfach in Produktionen des Südwestfunks und des Süddeutschen Rundfunks.
Alice Verden arbeitete auch als Schauspiellehrerin. So unterrichtete sie in den 1920er-Jahren am Staatstheater Dresden die Schauspielerin Lotte Meyer.

## Filmografie (Auswahl)
- 1921: Der Geiger von Meißen
- 1947: Zwischen gestern und morgen
- 1949: Liebe 47
- 1950: Kronjuwelen
- 1952: Heimatglocken
- 1952: Zwei Menschen
- 1953: Die Mühle im Schwarzwäldertal
- 1956: Pygmalion (Fernsehfilm)
- 1956: Die Fahrt ins Blaue (Fernsehfilm)

## Hörspiele (Auswahl)
- 1947: Rolf Reißmann: Geister, Gänger und Gesichte (Gräfin) – Regie: Harald Braun – Radio München
- 1948: Oscar Wilde: Wie wichtig ist es, ernst zu sein – Regie: Helmut Brennicke – Radio München
- 1950: Thomas Stearns Eliot: Der Familientag (Amy) – Regie: Gert Westphal – Radio Bremen
- 1951: Christian Bock: Nachtgespräche (Oma) – Regie: Paul Land – Süddeutscher Rundfunk
- 1951: Georges Bernanos: Die begnadete Angst (Priorin) – Regie: Oskar Wälterlin – Bayerischer Rundfunk
- 1952: Gabriel Marcel: Zeichen des Kreuzes (Tante Lens) – Regie: Gert Westphal – Radio Bremen
- 1953: Johannes Allen: Adam lächelt (Mie, Adams Tante) – Regie: Peter Thomas – Hessischer Rundfunk
- 1953: Carlo Castelli: Die das Unmögliche lieben (Mutter) – Regie: Hermann Wenninger – Hessischer Rundfunk
- 1954: Wolfgang Hildesheimer: Das Ende kommt nie (Frau v. Goliath) – Regie: Walter Knaus – Süddeutscher Rundfunk
- 1954: Walter Oberer: Zwischenstation (Señora Lerono) – Regie: Gert Westphal – Nordwestdeutscher Rundfunk
- 1954: Fred von Hoerschelmann: – Caro (Zia) – Regie: Gerd Beermann – Südwestfunk
- 1954: Georges Simenon : – Die Ehe der Bébé Donge (Madame d'Onneville) – Regie: Ludwig Cremer – Südwestfunk
- 1954: Günter Eich: – Geh nicht nach El Kuwehd (Magd) – Regie: Karl Peter Biltz – Südwestfunk
- 1954: Hugo von Hofmannsthal: – Die Hochzeit der Sobeïde (Sobeïdens Mutter) – Regie: Friedrich-Carl Kobbe – Südwestfunk
- 1954: Mark Twain: Tom Sawyer (3 Teile) – Regie: Gerd Beermann – Südwestfunk
- 1954: Wolfgang Hildesheimer: Prinzessin Turandot (Liang, Sklavin) – Regie: Otto Kurth – Süddeutscher Rundfunk
- 1954: Aischylos: Orestie (Amme) – Regie: Gert Westphal – Südwestfunk
- 1954: Franz Werfel: – Das Lied von Bernadette (2. Teil) (Vauzous) – Regie: Otto Kurth – Südwestfunk
- 1955: Jean Anouilh: – Léocadia (Herzogin) – Regie: Paul Land – Süddeutscher Rundfunk
- 1955: Erwin Behrens: Neues aus Schilda (Folge: Schatzsuche) (Marquise de Bausset-Roquefort) – Regie: Kurt Meister – Nordwestdeutscher Rundfunk
- 1955: Friedrich Schiller: Der Parasit (Mme Belmont) – Ludwig Cremer – Südwestfunk
- 1955: Charles Morgan: Das Brennglas (Lady Terriford) – Ludwig Cremer – Nordwestdeutscher Rundfunk
- 1955: Fred von Hoerschelmann: Aufgabe von Siena (Ältere Dame) – Regie: Walter Knaus – Südwestfunk